# Jenna Boyd
Jenna Michelle Boyd (Bedford, Texas; 4 de marzo de 1993) es una actriz estadounidense, conocida por sus papeles en los largometrajes The Missing y  The Sisterhood of the Traveling Pants y la serie original de Netflix Atypical.

## Vida y carrera
Nació en Texas y se mudó con sus padres y su hermano menor, Cayden (también actor) a Los Ángeles para tratar de construir su carrera como actriz. Después de algunos pequeños papeles en televisión y cine, llegó su gran oportunidad cuando fue elegida para The Missing junto a Tommy Lee Jones, Cate Blanchett y Evan Rachel Wood.
Su desempeño fue elogiado por la crítica, aunque la película en sí no fue especialmente bien recibida. Anteriormente había estado en Dickie Roberts: Former Child Star actuando como la hija de una familia contratada por el personaje principal (David Spade) para que la ayudara a recuperar su infancia. En 2005 interpretó a la enferma de leucemia Bailey Graffman en The Sisterhood of the Traveling Pants. Sus papeles más recientes incluyen la miniserie de Lifetime, The Gathering, en la que interpretó a la hija de un médico (Peter Gallagher ) que busca de su esposa y en el episodio "Children of Ghosts" de la serie Ghost Whisperer interpretó a una adolescente con problemas que vive en un hogar de acogida.

## Filmografía

### Cine
- 2003 The Hunted, Loretta Kravitz
- 2003 Dickie Roberts: Ex niño estrella, Sally Finley
- 2003 The Missing, Dot Gilkeson
- 2005 En un instante, la niña
- 2005 The Sisterhood of the Traveling Pants,  Bailey
- 2012 Complicidad, Rachel, posproducción.
- 2012 Última onza de coraje, Maddie Rogers, posproducción.

## Televisión
- 2001 The Geena Davis Show, Kid; Episodio: "Car Wash"
- 2001 Titus Shannon; Episodio: " La canción de Shannon"
- 2001 Just Shoot Me! Hannah Gallo; Episodio: " Navidad ! "
- 2002 Special Unit 2 (voz ) Episodio: " The Piper"
- 2002 Six Feet Under niña de 7 años de edad; Episodio: "El Secreto"
- 2002 CSI: Crime Scene Investigation, Sasha Rittle; Episodio: "Las jurisdicciones de la Cruz"
- 2002 Mary Christmas, Felice Wallace; película para TV
- 2003 Carnivàle, Maddy Crane; Episodio: "Milfay"
- 2007 Ghost Whisperer, Julie Parker; Episodio: "Hijos de los fantasmas"
- 2007 The Gathering, Elizabeth 'Zee' Foster; miniserie de TV
- 2008 Criminal Minds, Jessica Evanson; Episodio: "Minimal Loss".
- 2017 Atypical, Paige Hardaway

## Reconocimientos
- Ganadora del Premio Young Artist (25a. entrega), por su trabajo en The Missing, película de 2003 dirigida por Ron Howard (véase Anexo:Premios Young Artist de 2003).[cita requerida]